# ニード・フォー・スピード アンダーグラウンド ライバルズ
ニード・フォー・スピード アンダーグラウンド ライバルズは、ニード・フォー・スピード アンダーグラウンド2から一部導入ビデオおよび車種が削除されたPSP向けの移植版。

## ゲームモード

### クイックプレイ

#### マックス・スペック・トライアル・レース
いわゆる最強スペックの吊るしが運転できる
ただしシナリオ(というかアンロック)が進むわけではない

#### カスタムレース
うってかわってこっちは手玉のマシンに乗る
マシンはカスタマイズ可能ですでに購入しポケットガレージにあるマシンと交換できるのみならず
ラップ数, 逆周, アザーカー渋滞率, 敵車のキャッチアップ(巻き返し)の有無が決られる
こちらもシナリオが進むわけではない

### アーケードバトル

#### ストリートクロス
字面通りストリート(市地街)なのかと思いきや港湾施設(コンテナヤード)ような所にロードブロックで作ったショートサーキットを走る

#### ドリフトアタック
字面通り
CoDのキルストリークのように連続ドリフトを行うことでポイントにレバレッジ(倍率)がかかるようになる

#### ニトロラン
字面通り
パフォーマンス・アップグレードでニトロをアンロック(そして装備)しないと参加できない

#### ドラッグ
字面通り
主に閉鎖された滑走路(たまにストリートもある)を走る
他のモードと異なりエンジンブローか゚ある

### サーキットレース

#### サーキット
字面通りサーキットなのかと思いきやこっちはストリート(市地街)を走る

#### ラップノックアウト
周回ごとに最下位か゚脱落するルール

#### ラリーリレー
マシン2台をラップごとに乗り換える

## ポケットガレージ

### 改造

#### ビジュアル・アップグレード
・ボディキット(アンダーグラウンド2のようなバンパーのみの交換などは不可)
ボディキットはノーマルを除く最大6つ選択出来る。
ストリートボディ1、ストリートボディ2、レースボディ1、レースボディ2、マックスボディ1、マックスボディ2
また、車種によってはボディキットがそれぞれ1つずつしか無い事もある。(ダッジチャージャーやマスタングなど)

・ボンネット
こちらはPS2やXbox版のアンダーグラウンド同様に様々な形状のボンネットに変更出来る。ボンネット形状が変更できるのはPSPのニード・フォー・スピードで唯一の機能とも言える。

・エアスクープ
ラリーカーなどについているエアスクープの追加を可能とする。こちらも上記同様にPSPのニード・フォー・スピードで唯一の機能。

・リアスポイラー
ウィングを変更出来る。

・ペイント(カラー変更)
ストック(純正状態)、メタリック、グロスといった3つの項目で分けられている。レースを進行する事でメタリック、グロスの順にアンロックされる。
・デカール(メーカーステッカー)
フロント・リアウィンドウ、ボンネット、サイドに貼ることが出来る。
但しボンネットをカスタムしてしまうとステッカーが貼れなくなってしまう所は注意点。
・バイナル
サイドに炎などの模様を入れる事が出来る機能。このアンダーグラウンドライバルズでは、3つのレイヤーのような重ね貼りが可能である。
・スモークウィンドウ
窓ガラスの色を変更出来る。
・ヘッドライト
形状を変更出来る。(アンダーグラウンド2のようにライトそのものの色が変更出来る訳ではない)
・テールライト
上記のヘッドライト同様。
・ネオン
車体の下にアンダーネオンを装着する事が出来る。
・エキゾースト
マフラー形状を変更出来る。
(RX-8の場合ボディキットを装着してマフラーカスタムを行わないことでマフラーレスに出来る)
・リム
ホイールの変更。

## マルチプレイヤー

### ワイヤレス対戦
アドホック・モードで2人対戦が可能

### パーティープレイ
1台のPSPを使い回し最大4人で遊べる